# Foto da Passeata dos Cem Mil
A foto da Passeata dos Cem Mil é um registro fotográfico realizado pelo fotógrafo brasileiro Evandro Teixeira no contexto da Passeata dos Cem Mil. Apesar de ter feitos muitos registros naquele mesmo dia, Evandro Teixeira, então funcionário do Jornal do Brasil, fotografou uma cena que é considerada a imagem definitiva da passeata. Nesta fotografia, a multidão preenchia toda a imagem cortada por uma faixa no canto superior esquerdo, no exato local da regra dos terços, que dizia: “Abaixo a Ditadura. Povo no Poder”.

## Contexto
A Passeata dos Cem Mil foi uma manifestação popular contra a ditadura militar brasileira. Organizada pelo movimento estudantil, ocorreu em 26 de junho de 1968, na cidade do Rio de Janeiro, e contou com a participação de artistas, intelectuais e outros setores da sociedade brasileira.